# Idared
Idared es una  variedad cultivar de manzano (Malus domestica). 
Un híbrido de manzana obtenido del cruce de las variedades 'Jonathan' x 'Wagener'. Desarrollado por Leif Verner (jefe del Departamento de Agricultura de la Universidad de Idaho, 1934 a 1948) en 1935 en la "Estación Experimental Agrícola de Idaho" en Moscú, Idaho. Fue introducido en los canales comerciales en 1942. Las frutas tienen una pulpa blanca, teñida de verde, firme, crujiente, de textura fina con un sabor vinoso dulce y agradable. Tolera la zona de rusticidad delimitada por el departamento USDA, de nivel 4 a 8, pudiendo tolerar inviernos fríos.

## Sinonimia
- "Ida Red™.

## Historia

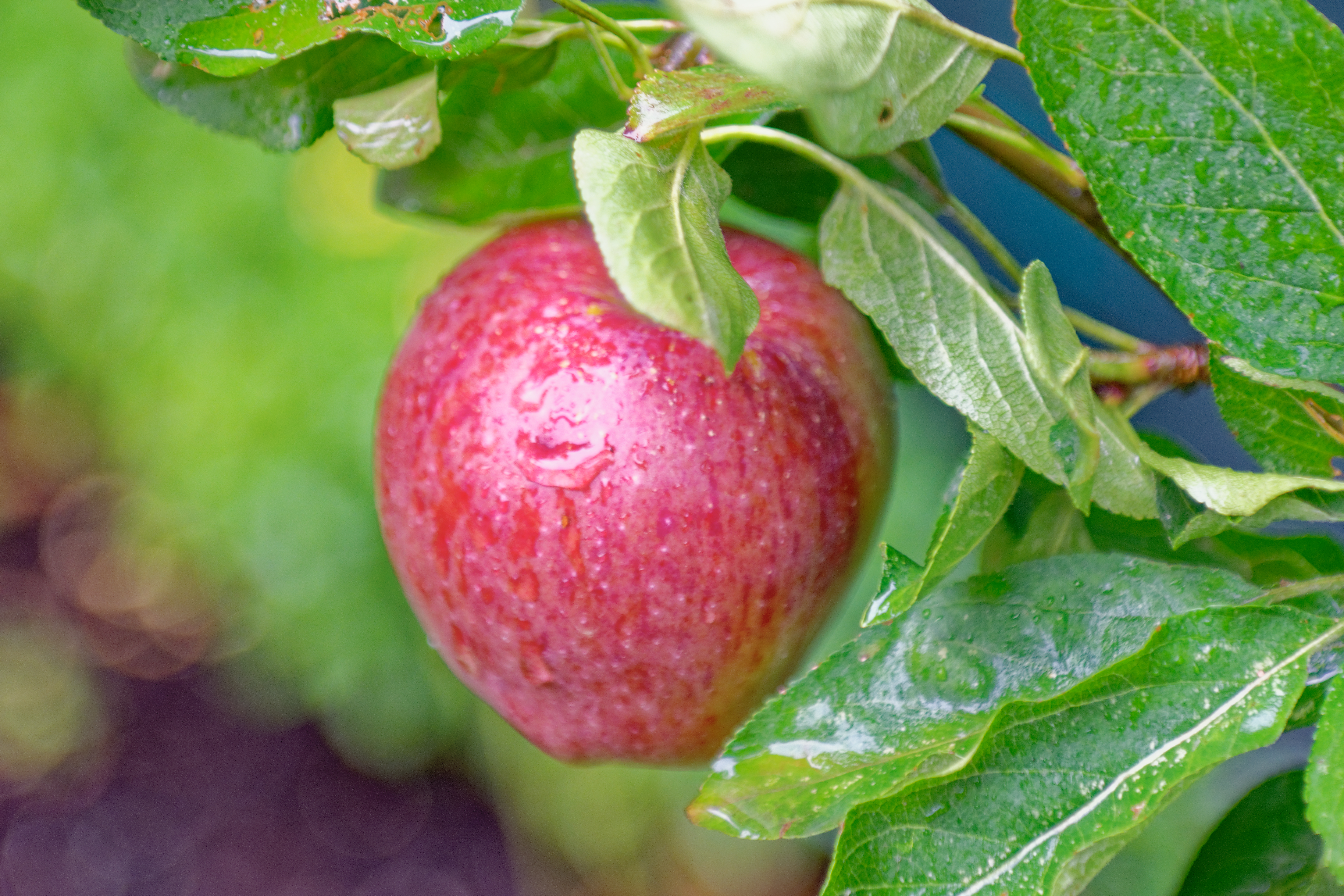
Idared en el árbol.

'Idared' es una variedad de manzana obtenido del cruce de las variedades 'Jonathan'como Parental-Madre x el polen como Parental-Padre de 'Wagener'. Desarrollado por Leif Verner (jefe del Departamento de Agricultura de la Universidad de Idaho, 1934 a 1948) en 1935 en la "Estación Experimental Agrícola de Idaho" en Moscú, Idaho. Fue introducido en los canales comerciales en 1942.
'Idared' está cultivada en diversos bancos de germoplasma de cultivos vivos tales como en National Fruit Collection (Colección Nacional de Fruta) de Reino Unido con el número de accesión: 1976-146 y Nombre Accesión : Idared (LA).

## Características
'Idared' es un árbol de extensión erguida, de vigor medio, productor de cosecha todos los años. Se desarrolla bien en suelo franco arenoso o arcilloso bien drenado y puede tolerar condiciones de sequía. Tiene un tiempo de floración que comienza a partir del 1 de mayo con el 10% de floración, para el 7 de mayo tiene una floración completa (80%), y para el 15 de mayo tiene un 90% caída de pétalos.
'Idared' tiene una talla de fruto es de mediano tendiendo a grande; forma redondada, contorno tendiendo a regular, con ligeras nervaduras, con corona muy débil; piel tiende a ser suave, dura y brillante, que cuando la manzana está madura tiene un tacto ceroso, su epidermis con color de fondo es amarillo verdoso cubierto hasta tres cuartos con un lavado rojo brillante, sobre color rojo carmín, importancia del sobre color medio-alto, y patrón del sobre color chapa / rayas presentando un lavado en rojo con un patrón de chapa carmín con rayas rojo más oscuro, presenta numerosas lenticelas ligeramente más claras, ruginoso-"russeting" (pardeamiento áspero superficial que presentan algunas variedades) muy débil o ausente; cáliz pequeño y cerrado, ubicado en una cuenca  profunda y estrecha, rodeada por una corona ligera; pedúnculo corto y de un grosor medio, colocado en una cavidad estrecha y profunda, puede presentar algo de ruginoso-"russeting" en el extremo del tallo durante las temporadas de crecimiento particularmente húmedas; pulpa de color amarillento pálido, a veces con un tinte rosado, y firme, de grano fino, de sabor dulce y jugoso, que tiende a ser algo insípido cuando se recolecta temprano para vender en los supermercados.
Su tiempo de recogida de cosecha se inicia a  finales de septiembre hasta mediados de octubre. Se mantiene bien durante cuatro meses en cámara frigorífica.

## Progenie
La variedad 'Idared' es el Parental-Madre de las variedades de manzana:
- "Pia",
- "Piflora",
- "Pingo".

La variedad 'Idared' es el Parental-Padre de las variedades de manzana:
- "Fiesta",
- "Arlet",
- "Pikosa"
- "Pilana",
- "Pivita".[4][9]

## Usos
Idared tiene una carne blanca con un cuerpo firme, y jugosa, generalmente se considera que es muy adecuada para uso en cocina. Por estas razones, es muy adecuado para hacer salsas de manzana, pasteles y tartas. Idared se cosecha a finales de septiembre a mediados de octubre. Sigue siendo resistente y duradero hasta finales de enero, e incluso puede durar hasta junio con el almacenamiento adecuado. Según el sitio web de la Asociación de Apple de los Estados Unidos es uno de los quince cultivares de manzana más populares en los Estados Unidos.
También es muy apreciada en la elaboración de sidra, con un ºBrix: 12.

## Ploidismo
Diploide, auto estéril. Grupo de polinización: B, Día 12.

## Susceptibilidades
- Algo propenso al fuego bacteriano y a la sarna del manzano,
- Muy susceptible al cancro y al Moho pulvurento, y a la roya del manzano y del enebro.[4][5]